# Itagibá (kommun)
Itagibá är en kommun i Brasilien.   Den ligger i delstaten Bahia, i den östra delen av landet, 900 km öster om huvudstaden Brasília. Antalet invånare är 15 210.
Följande samhällen finns i Itagibá:
- Itagibá

Omgivningarna runt Itagibá är huvudsakligen savann. Runt Itagibá är det glesbefolkat, med 14 invånare per kvadratkilometer.